# Caubous (Alta Garonna)
Caubous è un comune francese di 7 abitanti situato nel dipartimento dell'Alta Garonna nella regione dell'Occitania.

## Società

### Evoluzione demografica
Abitanti censiti